# Teoria da fixação de objetivos
A teoria da fixação de objetivos refere-se à prática de estabelecimento de metas como fator motivacional para um trabalho mais eficaz e eficiente. 
A teoria da fixação de objetivos, proposta por Edwin Locke e Gary Latham (1981), parte do princípio de que as metas devem possuir características que podem provocar um maior nível de motivação, uma vez que a falta de motivação, muitas vezes, deixa o indivíduo sem direcionamento. Sendo assim, é necessário que as metas sejam sistematicamente identificadas e definidas, para direcionar o comportamento do indivíduo e manter o nível de motivação elevado. No entanto objetivos fixados devem representar um desafio, porém devem ser realista. Metas difíceis exigem maior desempenho, contudo metas impossíveis podem desestimular e estressar o indivíduo.
Todas as características dessa teoria se reúnem no acrônimo SMART, sendo assim os objetivos devem ser:
- Specifics - Específicos
- Measurable - Mensuráveis
- Agreed - Alcançáveis
- Realistic - Realistas
- Timed - Com prazos

## Características da teoria da fixação de objetivos
Segundo Locke e Latham (1981) o processo mental consiste em duas variáveis: conteúdo e intensidade.
O conteúdo da meta é o objetivo, ou resultado, que deve ser alcançado.  As principais dimensões  do conteúdo da meta são o grau de precisão quantitativa, especificidade e o nível de desempenho pretendido, dificuldade.
A segunda variável, intensidade, refere-se a criação do objetivo ou a determinação da forma como este será alcançado.  A intensidade é medida por fatores como o âmbito do processo cognitivo, o grau de esforço necessário, a importância do objetivo e o contexto o qual está inserido. A intensidade pode estar relacionada ao conteúdo, uma vez que para definir metas complexas é necessário um processo psicológico mais intenso do que o necessário para definir e atingir metas mais simples.

## Relação entre a dimensão da meta e performance
Quanto mais específico e desafiador for a meta estabelecida, melhores são os resultados comparados à metas vagas como “faça o seu melhor”. No entanto não foi comprovado distinção entre indivíduos orientados a “fazer o seu melhor” e indivíduos que não têm metas estabelecidas. Indivíduos que não são designados a cumprir uma meta específica, normalmente, tentam fazer tão bem quanto puderem.
Locke e Latham (1981) concluem a fixação de objetivos como mecanismo motivacional, ainda que nem sempre os elementos cognitivos estarão envolvidos. Dessa forma, a motivação é usada para definir a direção, esforço e persistência em busca de um determinado fim.
Indiretamente, o desenvolvimento de estratégia ou plano de ação para atingir as metas estabelecidas, envolve o desenvolvimento de competência e criativas formas de resolução de problemas.

### Estratégias
Locke e Latham (1981) propõem que há diferentes tipos de estratégia para determinadas tarefas. É preciso que o ambiente seja instável para que o indivíduo possa detectar os fatores externos e internos, a fim de elaborar a estratégia mais adequada.
- Estratégias Universais - adequadas para quase todos os tipos de objetivos diretos que exijam direção da atenção, esforço e persistência.
- Estratégias Específicas - regras mentais que regulam as ações que serão desempenhadas em resposta aos estímulos fornecidos pela tarefa. Sendo assim, essas estratégias podem ser adquiridas por meio da aprendizagem por observação ou por experiência própria.
- Novas Estratégias Específicas - desenvolvimento de novas estratégias após o insucesso dos planos estabelecidos, podendo corresponder ao replanejamento ou uma abordagem totalmente inovadora.

### Tarefas
Locke e Latham (1981) afirmam que cada tipo de tarefa requer a utilização de estratégias diferentes:
- Tarefas Simples - tarefas pouco complexas e com poucos componentes, onde há pouca ou nenhuma coordenação. Os objetivos específicos e estimulantes são nítidos para o colaborador, dessa forma para melhorar o desempenho será necessário dispor de mais esforço e atenção. A melhor estratégia a ser utilizada é a estratégia universal.
- Tarefas Moderadamente Complexas - tarefas medianamente complexas e com número relativo de componentes, nas quais os objetivos específicos e estimulantes não são tão claros, exigem esforço e atenção medianos. As estratégias específicas são as melhores para esse tipo de atividade.
- Tarefas Complexas - com muitos componentes, alta complexidade de coordenação e dinamismo. Constituem-se em tarefas específicas, por isso os objetivos podem ser prejudiciais, uma vez que pode haver pressão do tempo ou emocionais. Os autores defendem que é preciso ter um intervalo de tempo maior para que as estratégias sejam desenvolvidas e testadas, de modo que otimizem o desempenho. Para este tipo de tarefa pode-se utilizar os três tipos de estratégia, contudo as novas estratégias específicas são mais recomendadas.

### Objetivo x Desempenho
Para que a relação de objetivo x desempenho seja alcançada de forma otimizada, as seguintes condições devem ser consideradas:
- Aceitação - as pessoas devem estar de acordo com os objetivos estabelecidos e utilizar toda sua capacidade para alcançá-los. Frequentemente a aceitação dos objetivos está relacionada a participação dos colaboradores no estabelecimento das metas.
- Feedback - é muito importante que os colaboradores sejam notificados do progresso da atividade, seja ele positivo ou negativo. O feedback permite que o colaborador verifique o progresso de suas metas e reveja seus objetivos, desde que o gestor preste este retorno em tempo hábil para mudanças.
- Recompensa -  oferecer incentivos aos colaboradores pela realização das metas pode facilitar a aceitação dos objetivos propostos. Contudo, os próprios objetivos podem ter a ação de motivadores, neste caso, eles agem como motivadores intrínsecos.